# Ганачів
Ганачів (пол. Hanaczów) — колишнє польське село поблизу теперішнього села Ганачівка Перемишлянського району Львівської області.

## Історія
Село вперше згадується в заповіті Дмитра Васька Волчковича 5 листопада 1394 р.[джерело?] — представника боярського роду Ходорівських, у якому він записав село львівським монахам-Францисканям.
Директором державної школи в 1926 році в селі був Леополд Птеляк. Кількість класів : 4-й класи.

## Атака УПА на Ганачів
Село Ганачів було опорним пунктом поляків (підрозділів 27 Волинської дивізії АК), єврейських партизан загону Абрама Баума «Буня» та радянських партизан. З інших частин Польщі та Волині було перекинуто банди Армії Крайової, для укріплення села. Одним з керівників оборони села був червоний партизан Федір Приступа («Утсов»). У штаб оборони входили також капітан Йозеф Восек «Юліан», вахмістр Казімєж Войтович «Ґлоґ», поручник Павєл Ястржебський «Стража», Антоній Войтович «Дарлінґ», поручник Ян Дил «Мар'ян», Юзеф Хрущинський «Рись» та Алоїз Войтович «Юранд». У селі базувалася група лейтенанта Бориса Крутікова, колишнього «бульбівця», із розвідувально-диверсійного загону Дмітрія Медведєва.

Діяльність польських підпільників була спрямована не лише проти німців, але й проти місцевих українців. Так українське підпілля у кінці 1943 року повідомляло: 
|  | При кінці грудня переїздили три молоді українці через село польських колоністів Ханачівку (Перемишлянщина). На них напали місцеві поляки і піддали їх жахливим тортурам. Між іншим зловленим вбивали цвяхи у п'яти при допитах. Напівживих відставили польські бандити в руки німців, заявляючи, що це українські самостійники-повстанці. Німці арештованих розстріляли. |

В повідомленні українського підпілля за березень 1944 року йдеться про побудову поляками укріплень у селі і про подальшу активізацію антиукраїнських дій: 
|  | Через Ганачів ніхто з українців не відважується переходити ані переїздити, бо зараз поляки ловлять і вбивають в лісі. Мешканці Ганачівки, які зараз перебувають у лісі, повідомили свої родини в Станимирі, щоб береглися, бо в Ганачеві є 300 польських партизанів, які плянують наступ на Станимир. |

Командування Української повстанської армії вирішило провести акцію у відповідь. У вечері 2 лютого вояки сотні «Сіроманці» атакували польські війська у селі. Поляки стверджують, що наступ проводили від 300 до 1 000 повстанців. У хроніці сотні «Сіроманці» зазначено про участь в атаці цього відділу спільно із однією чотою сотні «Орли». Тобто разом мало бути не більше 250 вояків. Атака тривала до півночі, УПА захопила частину села і згодом відступила. Втрати серед оборонців були значними — від 58 до 85 осіб вбито, близько 100 поранено. 
10 квітня 1944 року Ганачів зазнав ще одної атаки УПА.
Після атак УПА село Ганачів залишили основні сили поляків та місцевих поляків. В обороні села залишилось від 150-200 вояків АК під командуванням Яна Антонова «Майка». 2 травня 1944 року військами СС, у рамках боротьби з партизанами, знищили польських захисників села.

## Сакральні споруди
- Костел Марії Маґдалени, консекрований 1803 року
- Каплиця